# Brahmagupta
Brahmagupta (ब्रह्मगुप्त) (598-668) va ser un matemàtic i astrònom indi, del segle vii que va escriure dos importants treballs de matemàtiques i astronomia: el Brahma Sphuta Siddhanta, un tractat teòric escrit el 628, i el Khanda Khadyaka, un text d'orientació més pràctica.
Va ser el primer que va incorporar regles per calcular amb el zero. Els seus textos estan realitzats en versos el·líptics, una pràctica comuna entre els matemàtics indis. No hi ha constància de com va evolucionar l'obra de Brahmagupta.

## Vida
Se suposa que va néixer a Bhinmal (Rajasthan), fill de Jisnu Gupta, encara que alguns autors ho qüestionen, ja que es basen en interpretacions de comentaristes posteriors. Probablement fou un adorador de Xiva.
L'any del seu naixement és indubtablement el 598, ja que ell mateix diu en una de les seves obres que la va escriure l'any 550 de l'era Saka (o sigui, el 628 dC) quan tenia 30 anys. També menciona en una de les seves obres que era fill de Jisnu.
No sabem res dels seus mestres, però les seves fonts inclouen les obres d'Aryabhata, Latadeva, Pradyumna, Varahamihira i altres matemàtics indis antics amb els quals és molt crític.
Brahmagupta va arribar a ser el cap de l'Observatori Astronòmic d'Ujjain, el més important centre científic de l'Índia en aquell temps.
Només s'han conservat dues obres seves:
- El Brahma Sphuta Siddhanta (BSS), un tractat d'astronomia i matemàtiques escrit l'any 628 dC. Conté 25 capítols[8] amb un total de 1.008 versos.
- El Khanda Khadyaka (KK), un tractat d'astronomia pràctica escrit l'any 665 dC. Conté dues parts; la primera amb nou capítols i la segona amb sis.[9]

Ambdues obres, com era habitual a l'època, estan escrites en vers de mètrica arya i no contenen demostracions. Malgrat això, es poden enumerar un bon nombre d'aportacions originals de Brahmagupta a les ciències matemàtiques i astronòmiques.

## Matemàtiques

### Àlgebra
Brahmagupta va donar la solució general de l'equació lineal dins el capítol divuit de Brahma Sphuta Siddhanta:
 La diferència entre rupas, quan s'inverteix i es divideix per la diferència de les incògnites, és la incògnita en l'equació. El rupas és [restats a banda] menor que el d'aquell del qual el quadrat i la incògnita es van restar. 

Aquest és una solució per a l'equació {\displaystyle bx+c=dx+e} equivalent a {\displaystyle x={\tfrac {e-c}{b-d}}}, en què rupas es refereix a les constants c i e. Posteriorment, va donar dues solucions equivalents generals a l'equació de segon grau:
18.44. Disminuir per la meitat [nombre] l'arrel quadrada del rupas multiplicat per quatre el quadrat i incrementat pel quadrat de la meitat [nombre]; dividir la resta per dues vegades l'arrel. [El resultat és] el [nombre] mitjà. 

18.45. Qualsevol que sigui l'arrel quadrada del rupas multiplicat pel quadrat [i] incrementat pel quadrat de la meitat de la incògnita, disminuir a la meitat de la incògnita [i] divideix [la resta] pel seu quadrat. [El resultat és] la incògnita. 
Aquestes són, respectivament, solucions per l'equació {\displaystyle ax^{2}+bx=c}  equivalent a:
{\displaystyle x={\frac {{\sqrt {4ac+b^{2}}}-b}{2a}}}
i
{\displaystyle x={\frac {{\sqrt {ac+{\tfrac {b^{2}}{4}}}}-{\tfrac {b}{2}}}{a}}.}
Va poder solucionar sistemes d'equacions indeterminades simultànies declarant que la variable desitjada, primer ha de ser aïllada, i llavors l'equació ha de ser dividida per la variable desitjada del coeficient. En particular, va recomanar utilitzar "el polvoritzador" per a solucionar equacions amb múltiples incògnites.
18.51. Restar els colors diferents del primer color. [La resta] dividida pel primer [el coeficient del color] és la mesura del primer. [Termes] de dos en dos [són] considerats [quan són reduïts a] similars divisors, [i així] repetidament. Si hi ha molts [colors], el polvoritzador [és per ser utilitzat]. 
Com l'àlgebra de Diofant, l'àlgebra de Brahmagupta era sincopada. L'addició s'indicava col·locant els nombres l'un al costat de l'altre, la resta col·locant un punt sobre el subtrahend, i la divisió col·locant el divisor sota el dividend, similar a la notació actual, però sense una línia entre els dos operands. La multiplicació, l'evolució i les incògnites van ser representades amb abreviatures de termes apropiats.

### Aritmètica
Les quatre operacions fonamentals (addició, subtracció, multiplicació i divisió) ja eren conegudes en moltes cultures abans de Brahmagupta. El sistema actual està basat en el sistema de nombres indoaràbic que apareix per primer cop al Siddhanta de Brahmasputa. Allà hi descriu la multiplicació com “el multiplicand és repetit com una corda per a bestiar, tants cops com a parts hi ha al multiplicador i es multiplica repetidament per aquests i els productes se sumen junts. És la multiplicació. O el multiplicand es repeteix tantes vegades com a parts hi hagi al multiplicador”.
L'aritmètica índia va ser coneguda a l'Europa medieval com a Modus Indoram o mètode dels indis. En el Brahma Sphuta Siddhanta, la multiplicació va ser anomenada Gomutrika. Al començament de capítol dotze del llibre, titulat Càlcul, Brahmagupta detalla operacions en fraccions. S'espera que el lector conegui les operacions aritmètiques bàsiques, així com l'arrel quadrada, tot i que explica com trobar el cub i l'arrel cúbica d'un enter i després dona regles per facilitar el càlcul de quadrats i arrels quadrades. També aporta regles per tractar cinc tipus de combinacions de fraccions, {\displaystyle {\tfrac {a}{c}}+{\tfrac {b}{c}}}, {\displaystyle {\tfrac {a}{c}}\cdot {\tfrac {b}{d}}}, {\displaystyle {\tfrac {a}{1}}+{\tfrac {b}{d}}}, {\displaystyle {\tfrac {a}{c}}+{\tfrac {b}{d}}\cdot {\tfrac {a}{c}}={\tfrac {a(d+b)}{cd}}}, i {\displaystyle {\tfrac {a}{c}}-{\tfrac {b}{d}}\cdot {\tfrac {a}{c}}={\tfrac {a(d-b)}{cd}}}.

#### Sèrie
Brahmagupta també va proporcionar la suma dels quadrats i cubs dels primer n enters.
12.20. La suma dels quadrats és aquella [suma] multiplicada per dues vegades el [nombre de] pass[es] incrementades per un [i] dividit per tres. La suma dels cubs és el quadrat d'aquella [suma]. Piles d'aquests amb idèntiques pilotes [també poden ser comptades].

Aquí, Brahmagupta mostra el resultat en termes de la suma dels primers n enters, més que en termes de n com és en la pràctica moderna.
Aportava la suma dels quadrats dels primers n nombres naturals com n(n+1)(2n+1)/6 i la suma dels cubs dels primers n nombres naturals com (n(n+1)/2)².

#### Zero i nombres negatius
El Brahma Sphuta Siddhanta és el primer llibre que esmenta el zero com a nombre; per això, Brahmagupta és considerat el primer a formular aquest concepte. Va donar regles d'utilització del zero amb nombres negatius i positius. Zero més un nombre positiu és un nombre positiu i afegint un nombre negatiu al zero és un nombre negatiu, etc. Al text, es tracta el zero com un nombre en si mateix, més que com un simple marcador de dígits en la representació d'un altre nombre, com varen fer els babilonis o com un símbol que expressa la manca de quantitat com va fer Ptolemeu i els romans.
Al capítol divuit del seu Brahma Sphuta Siddhanta, Brahmagupta descriu operacions amb nombres negatius. Primer descriu l'addició i la subtracció,
18.30. [La suma] de dos positius és positiu, de dos negatius, un negatiu; d'un positiu i un negatiu [la suma] és la seva diferència; si són iguals, serà zero. La suma d'un negatiu i zero és negatiu, [i] d'un positiu i zero, és positiu, [i] de dos zeros, és zero. 

[…] 

18.32. Un negatiu menys zero és negatiu, un positiu [menys zero], positiu; zero [menys zero] és zero. Quan un positiu és restat d'un negatiu o un negatiu d'un positiu, llavors el resultat és l'addició. 
Va descriure la multiplicació:
18.33. El producte d'un negatiu i un positiu és negatiu, de dos negatius és positiu, i de positius és positiu; el producte de zero i un negatiu, o zero i un positiu, o de dos zeros és zero. 
Però la seva descripció de divisió entre zero difereix de la nostra comprensió moderna:
18.34. Un positiu dividit per un positiu o un negatiu dividit per un negatiu és positiu; un zero dividit per un zero és zero; un positiu dividit per un negatiu és negatiu; un negatiu dividit per un positiu és [també] negatiu. 

18.35. Un negatiu o un positiu dividit per zero té aquest [zero] com el seu divisor, o zero dividit per un negatiu o un positiu [té aquest negatiu o positiu com el seu divisor]. El quadrat d'un negatiu o d'un positiu és positiu; [el quadrat] de zero és zero. Allò del qual [el quadrat] és el quadrat és [la seva] arrel quadrada. 
Aquí, Brahmagupta fixa que {\displaystyle {\tfrac {0}{0}}=0} i quant a la qüestió de {\displaystyle {\tfrac {a}{0}}} en què {\displaystyle a\neq 0}, no ho va definir. Les seves regles aritmètiques per als nombres negatius i el zero són bastant properes a la definició moderna, exceptuant que en les matemàtiques modernes la divisió per zero queda indefinida.

### Sistemes de congruència lineal
Un dels problemes en els quals es va interessar Brahmagupta va ser el de trobar un nombre enter que, dividit per dos altres enters, donés uns residus establerts. En notació moderna, seria trobar un {\displaystyle N} tal que:
{\displaystyle N\equiv a{\pmod {r}}\ } i
{\displaystyle N\equiv b{\pmod {s}}\ }
El problema resideix, finalment, en la resolució d'una equació diofàntica:
{\displaystyle a+rx=b+sy}
per a la qual dona un algoritme.
18.51. Restar els colors diferents del primer color. [La resta] dividida pel primer [el coeficient del color] és la mesura del primer. [Termes] de dos en dos [són] considerats [quan són reduïts a] similars divisors, [i així] repetidament. Si hi ha molts [colors], el polvoritzador [és per ser utilitzat]. 
Com l'àlgebra de Diofant, l'àlgebra de Brahmagupta era sincopada. L'addició s'indicava col·locant els nombres l'un al costat de l'altre; la resta col·locant un punt sobre el subtrahend, i la divisió col·locant el divisor sota el dividend, similar a la notació actual, però sense una línia entre els dos operands. La multiplicació, l'evolució i les incògnites van ser representades amb abreviatures de termes apropiats.

### Anàlisi diofàntica

#### Ternes pitagòriques
Dins el capítol dotze del seu Brahma Sphuta Siddhanta, Brahmagupta situa les ternes pitagòriques:
12.39. L'alçada d'una muntanya multiplicada per un multiplicador donat és la distància a una ciutat; no esborrar-lo. Quan és dividit pel multiplicador augmentat per dos, és el salt d'un del dos que fan el mateix viatge. 
O, en altres paraules, per a una longitud donada m i un multiplicador arbitrari x, sigui a = mx i b = m + mx/(x + 2). Llavors m, a, i b formen una terna pitagòrica.

#### Equació de Pell
Brahmagupta va continuar aportant una relació de recurrència per a la generació de solucions per a certs casos d'equacions diofàntiques de segon grau, com ara {\displaystyle Nx^{2}+1=y^{2}} (anomenada equació de Pell) per utilitzar l'algorisme euclidià.
L'algorisme d'Euclides li era conegut com el "polvoritzador", ja que trenca els nombres en trossos cada vegada més petits.
La naturalesa dels quadrats: 
18.64. [Poseu] dues vegades l'arrel quadrada d'un quadrat donat per un multiplicador i augmenteu o disminuïu per un [nombre] arbitrari. El producte del primer [parell], multiplicat pel multiplicador, amb el producte del darrer [parell], és el darrer calculat. 
18.65. La suma dels productes és el primer. L'addició és igual al producte dels sumands. Les dues arrels quadrades, dividides per l'addició o la subtracció, és el sumand rupas. 
El clau a la seva solució era la identitat,
{\displaystyle (x_{1}^{2}-Ny_{1}^{2})(x_{2}^{2}-Ny_{2}^{2})=(x_{1}x_{2}+Ny_{1}y_{2})^{2}-N(x_{1}y_{2}+x_{2}y_{1})^{2}}
la qual és una generalització d'una identitat que va ser descoberta per Diofant,
{\displaystyle (x_{1}^{2}-y_{1}^{2})(x_{2}^{2}-y_{2}^{2})=(x_{1}x_{2}+y_{1}y_{2})^{2}-(x_{1}y_{2}+x_{2}y_{1})^{2}.}
Utilitzant la seva identitat i el fet que si {\displaystyle (x_{1},} {\displaystyle y_{1})} i {\displaystyle (x_{2},} {\displaystyle y_{2})} són solucions a les equacions {\displaystyle x^{2}-Ny^{2}=k_{1}} i {\displaystyle x^{2}-Ny^{2}=k_{2}}, respectivament, llavors {\displaystyle (x_{1}x_{2}+Ny_{1}y_{2},} {\displaystyle x_{1}y_{2}+x_{2}y_{1})} és una solució a {\displaystyle x^{2}-Ny^{2}=k_{1}k_{2}}, va poder trobar solucions integrals a l'equació de Pell amb una sèrie d'equacions de la forma {\displaystyle x^{2}-Ny^{2}=k_{i}}. Malauradament, Brahmagupta no va ser capaç d'aplicar la seva solució uniformement per a tots els valors possibles de N, més aviat, només va poder mostrar que si {\displaystyle x^{2}-Ny^{2}=k} té una solució d'enter per k = ±1, ±2, o ±4, llavors {\displaystyle x^{2}-Ny^{2}=1} té una solució. La solució general de l'equació de Pell hauria d'esperar fins a Bhaskara II, al c. 1150.

### Trigonometria

#### Taula de sinus
Dins el capítol 2 del seu Brahmasphutasiddhanta, sota el títol Longituds planetàries reals, Brahmagupta presenta una taula de sinus:
2.2-5. Els sinus: els progenitors, bessons; Ursa Major, bessons, el Vedas; els déus, focs, sis; sabors, daus, els déus; la lluna, cinc, el cel, la lluna; la lluna, fletxes, sols [...] 
Aquí, Brahmagupta fa servir noms d'objectes per a representar els dígits dels nombres de valor posicional, que era comú amb dades numèriques en els tractats en sànscrit. Els progenitors representa els 14 progenitors ("Manu") en cosmologia índia o 14, "els bessons" significa (2), "Ursa Major" representa les set estrelles d'Ursa Major (7), "Vedas" es refereix al 4 Vedas (4), els daus representen el nombre de costats del dau tradicional (6), etcètera. Aquesta informació pot ser traslladada a la llista de sinus, 214, 427, 638, 846, 1051, 1251, 1446, 1635, 1817, 1991, 2156, 2312, 1459, 2594, 2719, 2832, 2933, 3021, 3096, 3159, 3207, 3242, 3263, i 3270, amb el ser de radi 3270.

#### Fórmula d'interpolació
El 665, Brahmagupta va idear i utilitzar un cas especial de fórmula d'interpolació de Newton–Stirling de segon ordre per a interpolar nous valors de la funció sinus d'altres valors ja tabulats. La fórmula dona una estimació pel valor d'una funció
{\displaystyle f} a un valor a + xh del seu argument (amb h > 0 i −1 ≤ x ≤ 1), quan el seu valor és ja sabut en a − h, a i a + h.
La fórmula per a l'estimació és:
{\displaystyle f(a+xh)\approx f(a)+x\left({\frac {\Delta f(a)+\Delta f(a-h)}{2}}\right)+{\frac {x^{2}\Delta ^{2}f(a-h)}{2!}}.}
En què Δ és una diferència finita de primer ordre, per exemple:
{\displaystyle \Delta f(a)\ {\stackrel {\mathrm {def} }{=}}\ f(a+h)-f(a).}

### Geometria

#### Fórmula de Brahmagupta

Esquema per referència

El resultat més famós en geometria fet per Brahmagupta és la coneguda fórmula que porta el seu nom, per a quadrilàters cíclics. Donades les longituds dels costats de qualsevol quadrilàter cíclic, Brahmagupta va donar una aproximació i una fórmula exacta de l'àrea de la figura:
12.21. L'àrea aproximada és el producte de les meitats de les sumes dels costats i costats oposats d'un triangle i un quadrilàter. L'[àrea] exacta és l'arrel quadrada del producte de les meitats de les sumes dels costats disminuït per [cadascun dels] costats del quadrilàter.

Així que, donades les longituds p, q, r i s d'un quadrilàter cíclic, l'àrea aproximada és {\displaystyle ({\tfrac {p+r}{2}})({\tfrac {q+s}{2}})}, mentre que, deixant {\displaystyle t={\tfrac {p+q+r+s}{2}}}, l'àrea exacta és:
{\displaystyle {\sqrt {(t-p)(t-q)(t-r)(t-s)}}.}
Tot i que Brahmagupta no va determinar explícitament que aquests quadrilàters foren cíclics, és evident a partir de les seves regles que aquest és el cas.
La fórmula d'Heró és un cas especial d'aquesta fórmula i es pot derivar igualant un dels costats a zero.

## Astronomia
Va ser a través de Brahmasphutasiddhanta que els àrabs van aprendre d'astronomia índia. Edward Saxhau va declarar que "Brahmagupta va ser qui va ensenyar astronomia als àrabs". El famós califa abbàssida Al-Mansur (712-775) va fundar la ciutat de Bagdad, situada a la vora del Tigris, i la va convertir en un centre d'aprenentatge. El califa va convidar un estudiós de la Ujjain amb el nom de Kankah el 770 aC. Kankah va utilitzar la Brahmasphutasiddhanta per a explicar el sistema hindú d'astronomia aritmètica. Muhammad al-Fazari va traduir l'obra de Brahmugupta a l'àrab a petició del califa.
En el setè capítol de la seva Brahmasphutasiddhanta, titulat Mitja lluna creixent, Brahmagupta refuta la idea que la Lluna està més lluny de la Terra que el Sol, una idea que es manté en les escriptures. Ho fa explicant la il·luminació de la Lluna per part del Sol.
| « | 7.1. Si la lluna estigués per sobre del sol, com podria el poder de creixement i decreixement, etc., ser produït a partir de càlcul de la [longitud de la] lluna? gairebé la meitat [seria] sempre brillant. 7.2. De la mateixa manera que la meitat visible pel sol d'una olla de peu a la llum del sol és brillant, i la meitat no visible fosca, per tant és [la il·luminació de] la lluna [si] és sota el sol. 7.3. La brillantor s'incrementa en la direcció del sol. Al final de la brillantor [és a dir, creixent] a mig mes, el meitat més a prop és brillant i la meitat llunyana fosca. Per tant, l'elevació de les banyes [de la mitja lluna creixent es pot derivar] del càlcul.[...] | » |

Explica que ja que la Lluna és més propera a la Terra que al Sol, el grau de la part il·luminada de la Lluna depèn en les posicions relatives del Sol i la Lluna, i això pot ser computat de la mida de l'angle entre els dos cossos.
Algunes de les contribucions importants que va fer Brahmagupta dins l'astronomia són: mètodes per a calcular la posició de cossos celestials amb el temps (efemèrides), sortides i postes, conjuncions, i el càlcul dels eclipsis solars i lunars.
Brahmagupta va criticar el punt de vista purànic que la Terra era plana o buida. En comptes d'això, va observar que la Terra i el cel eren esfèrics i que la Terra està en moviment. El 1030, l'astrònom musulmà Abū al-Rayhān al-Bīrūnī, en el seu Ta'rikh al-Hind, més tard traduït al llatí com a Indica, va comentar l'obra de Brahmagupta i va escriure que els crítics van argumentar:
| «                         | Si tal era el cas, les pedres i els arbres caurien de la terra. | » |
| — Abū al-Rayhān al-Bīrūnī |                                                                 |   |

Segons al-Biruni, Brahmagupta va respondre a aquestes crítiques amb l'argument següent basat en la gravitació:
| «             | Al contrari, si aquest fos el cas, la Terra no aconseguiria mantenir un ritme constant i uniforme dins les pautes dels cels, els pranes dels temps. […] Totes les coses pesades se senten atretes cap al centre de la Terra. […] La Terra en tots els seus costats és la mateixa, la gent a la Terra, tots estem en peu, i totes les coses pesades cauen a la Terra per una llei de la natura, perquè és la naturalesa de la Terra atraure i mantenir les coses, com ho és la naturalesa de l'aigua fluir, la del foc cremar, i la del vent moure's... La Terra és l'única que baixa, i les llavors sempre tornen a aquesta, en qualsevol direcció que es puguin llençar i mai no poden pujar des de la Terra. | » |
| — Brahmagupta | |   |

Sobre la gravetat de la Terra va dir: "els cossos cauen cap a la Terra, ja que és en la naturalesa de la Terra atreure cossos, tant com és en la naturalesa de l'aigua fluir".